# Schéma d'aménagement du territoire libanais
Le SDATL ou Schéma d'aménagement du territoire libanais a été publié par le Conseil du développement et de la reconstruction du Liban en 2004. Il porte sur l'organisation territoriale et l'équipement du pays et encadre les documents d'urbanisme. Il a été réalisé par le groupement IAURIF - Dar Al-Handasah sous la direction de Fouad Awada, secondé par Jean-Louis Pagès, Bassem Nsouli et Charbel Nahas.